# Ннека Он'єджекве
Ннека Обіамака Он'єджекве (Nneka Obiamaka Onyejekwe; 18 серпня 1989, Хацег, Румунія) — румунська волейболіста, центральна блокуюча. У складі національної збірної виступала на трьох чемпіонатах Європи.

## Із біографії
Народилася в сім'ї румунки і нігерійця, виросла в місті Клуж-Напока. Один з її братів, Чике, професійно займається гандболом.
У складі швейцарського «Волеро» виступала у півфіналі клубного чемпіонату світу 2013 року (разом з Олесею Рихлюк). Була капітаном клубу.
З клубом «Альба-Блаж» грала у фіналі Ліги чемпіонів 2018 року проти стамбульського «Вакифбанку», а наступного сезону, у фіналі Кубка ЄКВ, проти італійського «Унет Е-Ворк» з Бусто-Арцісіо.

## Клуби
| Роки      | Команди             |
| --------- | ------------------- |
| 2005—2010 | «Метал» (Галац)     |
| 2010—2014 | «Волеро» (Цюрих)    |
| 2013—2015 | «Расінг» (Канни)    |
| 2015—2016 | «Дрезднер СК 1898»  |
| 2016—2019 | «Альба-Блаж»        |
| 2019—2021 | «Динамо» (Бухарест) |
| 2021—2023 | «Волунтарі 2005»    |
| 2023—2024 | «Альба-Блаж»        |

## Досягнення
Клубні досягнення
Ліга чемпіонів ЄКВ
- Друге місце (1): 2018

Кубок ЄКВ
- Друге місце (1): 2019

Чемпіонат Румунії
- Перше місце (6): 2007, 2008, 2009, 2010, 2017, 2019

Кубок Румунії
- Перше місце (5): 2007, 208, 2009, 2017, 2019

Чемпіонат Швейцарії
- Перше місце (3): 2011, 2012, 2013

Кубок Швейцарії
- Перше місце (3): 2011, 2012, 2013

Чемпіонат Франції
- Перше місце (1): 2015

Чемпіонат Німеччини
- Перше місце (1): 2016

Кубок Німеччини
- Перше місце (1): 2016

Особисті досягнення
- Найкраща центральна блокуюча Ліги чемпіонів 2017/2018
- Найкраща румунська волейболіста 2017 і 2018 років

## Статистика
Статистика виступів на чемпіонатах Європи:
| Рік  | Турнір           | Ігри | Сети | Очки | Ср.  | Примітки |
| ---- | ---------------- | ---- | ---- | ---- | ---- | -------- |
| 2011 | Чемпіонат Європи | 4    | 12   | 39   | 3,25 |          |
| 2015 | Чемпіонат Європи | 3    | 7    | 12   | 1,71 |          |
| 2019 | Чемпіонат Європи | 6    | 21   | 43   | 2,05 |          |